# Lijst van gevechtsvoertuigen uit de Eerste Wereldoorlog
Dit is een lijst van gevechtsvoertuigen die in de periode vanaf 1899 tot 1918, dus voor of tijdens de Eerste Wereldoorlog, zijn ontworpen, gebouwd of ingezet. De Eerste Wereldoorlog was de eerste oorlog waarbij pantservoertuigen op een grote schaal werden ingezet.

## België

### Pantserwagens
- Automitrailleuse (pantserauto) Minerva
- SAVA pantserauto

## Canada

### Pantserwagens
- Armoured Autocar

## Duitse Keizerrijk

### Pantserwagens
- Büssig A5P
- Opel Darracq 1906
- Ehrhardt Ballon Abwehr 1906
- Daimler Panzerkraftwagen auf 5.7 cm Flak
- Panzerkraftwagen Mannesmann Mulag
- Ehrhardt E-V/4 1917

### Tanks
- A7V
- A7V-U
- K-Wagen
- Sturmpanzerwagen Oberschlesien
- Orionwagen
- Treffaswagen
- Leichter Kampfwagen I
- Leichter Kampfwagen II

### Pantserinfanterievoertuig
- Bremer Marienwagen I-III

## Frankrijk

### Pantserwagens
- Charron, Girardot et Voigt 1902
- Charron, Girardot et Voigt 1906
- Renault mle 1914
- Autocanon de 47 mm Renault
- Automitrailleuse White

### Tanks
- Boirault Machine
- Breton-Pretot Apparatus
- FCM Char 2C
- Renault FT
- Schneider CA.1
- St Chamond

## Italië

### Pantserwagens
- Fiat-Terni
- Lancia IZ/IZM

### Tanks
- Fiat tipo 2000
- Fiat Tipo 3000

## Oostenrijk-Hongarije

### Pantserwagens
- Austro-Daimler Panzerwagen
- Praga R
- Junovicz P.A.1
- Romfell P.A.2

### Tanks
- Burstyn-Motorgeschütz

## Roemenië

### Pantserwagens
- Luchtafweerkanon op Berliet Truck

## Keizerrijk Rusland

### Pantserwagens
- Austin-Kegresse
- Austin-Putilov
- Izorski-Fiat
- Putilov-Garford
- Mgebrov-Renault
- Russo-Balt Type C
- Poplavko-Jeffrey
- Izorski-Packard

### Tanks
- Tsaartank
- Mendelejevtank
- Vezdekhod

## Verenigd Koninkrijk

### Pantserwagens
- Motor War Car
- Ford Model T Armoured Car
- Austin Armoured Car
- Lanchester Armoured Car
- Pierce-Arrow luchtafweertruck
- Rolls-Royce Armoured Car
- Seabrook Armoured Car
- Motor Scout

### Tanks
- Mark I
- Mark II
- Mark III
- Mark IV
- Mark V
- Mark VI
- Mark VIII
- Whippet (tank)
- Medium Mark B
- Medium Mark C
- Flying Elephant
- Little Willie
- Macafie Tracklayer

### Pantserinfanterievoertuig
- Mark IX

## Verenigde Staten

### Pantserwagens
- Davidson-Cadillacs Armoured Cars
- Jeffrey Armoured Car No.1[1]

### Tanks
- Ford 3-ton Tank
- Holt Gas-Electric Tank
- M1917 Tank
- Mark VIII
- Skeleton Tank
- Steam Tank
- Field Monitor
- Trench Destroyer[2]